# NGC 6667
NGC 6667 = NGC 6668 = NGC 6678 ist eine Balken-Spiralgalaxie vom Hubble-Typ SBab/P im Sternbild Herkules am Nordsternhimmel. Sie ist schätzungsweise 125 Millionen Lichtjahre von der Milchstraße entfernt und hat einen Durchmesser von etwa 85.000 Lichtjahren.
Die Typ-II-Supernova SN 2014F wurde hier beobachtet.
Das Objekt wurde am 11. September 1883 vom US-amerikanischen Astronomen Lewis Swift entdeckt.